# 烦果小檗
烦果小檗（学名：Berberis ignorata）为小檗科小檗属的植物。分布在锡金、不丹以及中国大陆的西藏等地，生长于海拔2,700米至3,800米的地区，一般生长在高山栎、华山松、针阔混交林下或林间空地灌丛中，目前尚未由人工引种栽培。

## 别名
黑果小檗（西藏植物志）